# 632

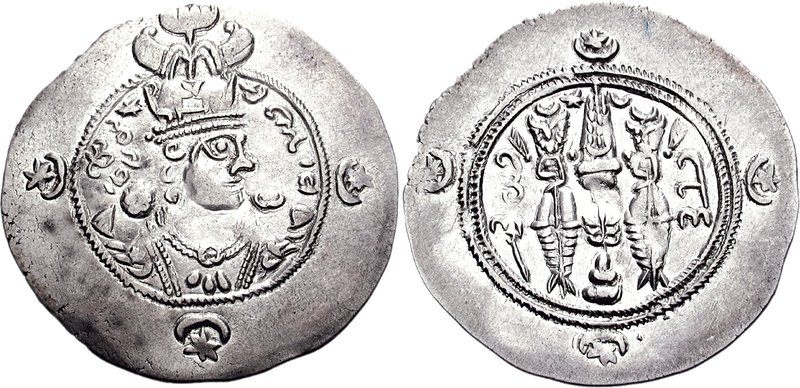
Koning Yazdagird III van Perzië (632-651)

Het jaar 632 is het 32e jaar in de 7e eeuw volgens de christelijke jaartelling.

## Gebeurtenissen

### Europa
- 8 april - Koning Charibert II wordt vermoord in Blaye (Gironde), mogelijk op bevel van zijn halfbroer Dagobert I. Die voegt Aquitanië toe bij het Frankische Rijk en wordt een van de machtigste Merovingische koningen in het Westen.
- Eligius sticht het klooster van Solignac.
- Kubrat (632-665) wordt heerser (khan) van de Bulgaren en vecht zich vrij van de Avaarse overheersing. Hij sticht ten noorden van de Kaukasus het Groot-Bulgaarse Rijk (Zuid-Rusland).

### Perzië
- 16 juni - De achtjarige Yazdagird III (632-644) volgt Hormazd V op als koning (sjah) van het Perzische Rijk. Hij zal als laatste heerser uit het huis van de Sassaniden (Iran) over het rijk regeren.

### Arabië
- 8 juni - Mohammed, islamitische profeet, overlijdt in Medina na een kort ziekbed en wordt opgevolgd door zijn schoonvader Aboe Bakr. Hij wordt tot kalief ("vertegenwoordiger van God") van de moslimgemeenschap gekozen.

## Overleden
- 8 april - Charibert II, koning van Aquitanië
- 8 juni - Mohammed, islamitisch profeet
- 12 oktober - Edwin, koning van Northumbria (of 633)
- Chilperik II, zoon van Charibert II
- Fatima Zahra (26), dochter van Mohammed